# Acatenango
Acatenango è un comune del Guatemala facente parte del dipartimento di Chimaltenango.
L'abitato venne fondato dal sacerdote José Chupa Santa Cruz nel 1797, mentre l'istituzione del comune è del 27 agosto 1836.